# Le Volcan

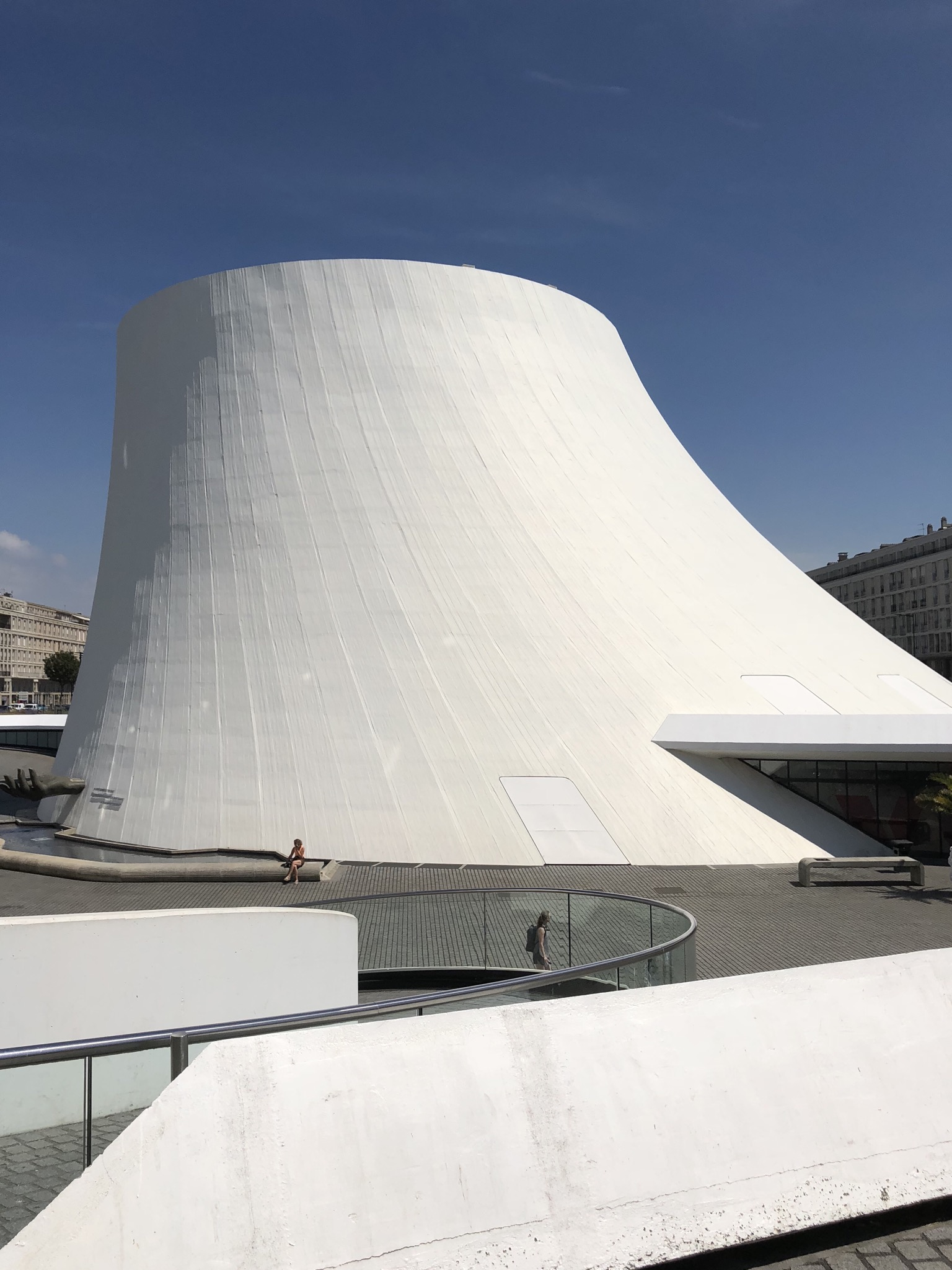
Le Volcan, 2019

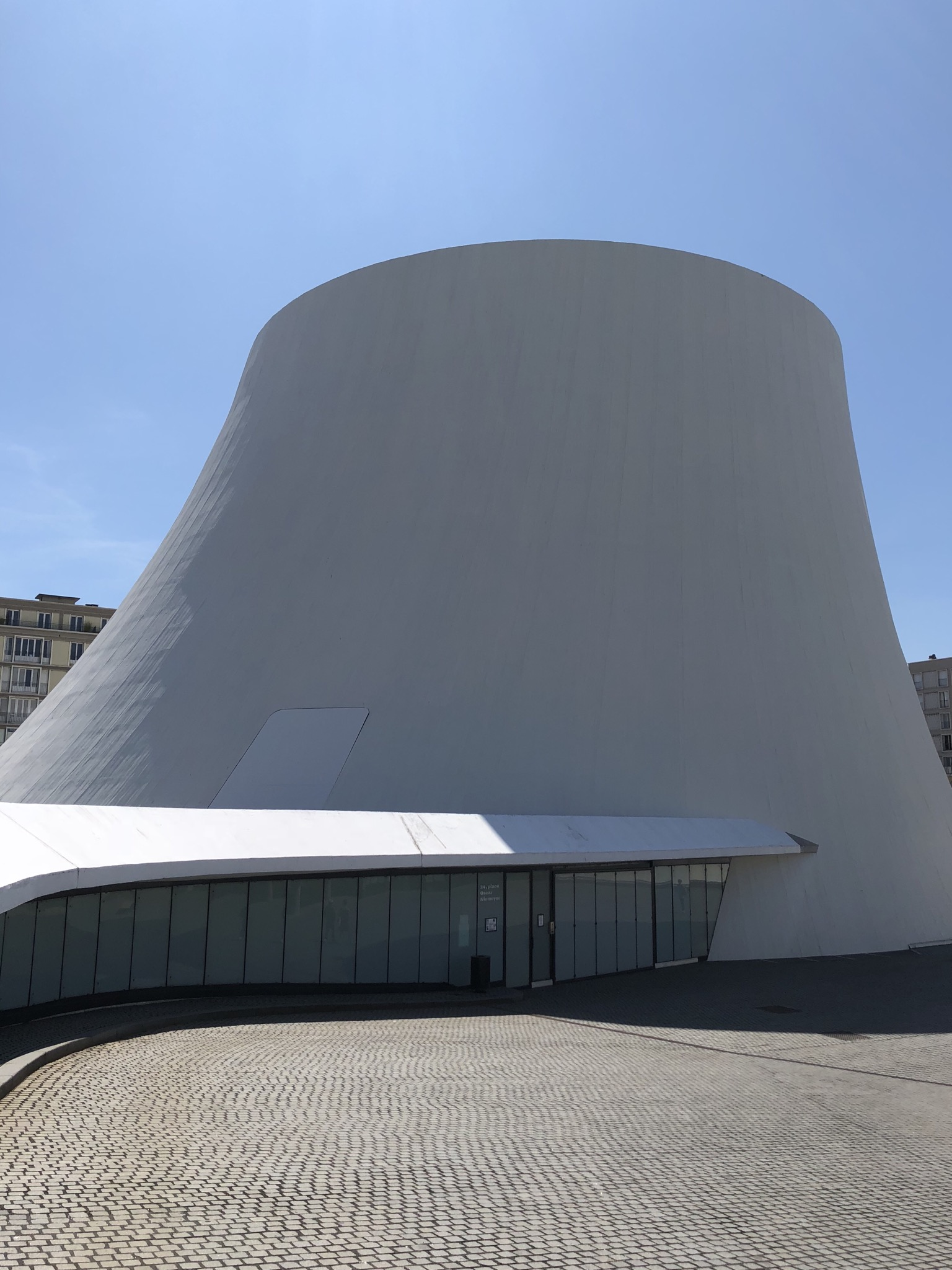
2019

Le Volcan, Scène nationale du Havre ist ein Kulturhaus in Le Havre in Frankreich.

## Lage
Es befindet sich im Stadtzentrum von Le Havre an der Adresse Place Oscar Niemeyer Nummer 8, östlich des Hafenbeckens Bassin du Commerce.

## Architektur und Geschichte
Die Einrichtung wurde 1961 als Maison de la culture gegründet. Das heutige Gebäude wurde vom Architekten Oscar Niemeyer (1907–2012) geschaffen und von 1972 bis 1982 errichtet. Es entstand auf einem quadratischen Platz mit einer Kantenlänge von 120 Metern. Im bewussten Gegensatz zu den umgebenden von Auguste Perret entworfenen Häusern, sind die beiden Gebäude des Kulturzentrums mit runden Formen angelegt. Das größere, im südöstlichen Teil der Fläche gelegene Gebäude wird Grand Volcan (deutsch Großer Vulkan), das kleinere im Nordwesten Petit Volcan (Kleiner Vulkan) genannt. Der große Vulkan ist in der Form eines abgeschnittenen Kegels gestaltet, wodurch es an einen Vulkan erinnert. Die sich nach oben verjüngende Form verleiht der Architektur eine spezielle Dynamik. In diesem Objekt ist ein Theater untergebracht, während der kleine Vulkan als Mehrzweckhalle konzeptioniert ist und seit dem 3. November 2015 auch eine städtische Medienbibliothek.
Die während des Baus bestehende Verschalung des Betons bestand aus sandgestrahlten Holzplanken, was den weiß gestrichenen Fassaden eine betont rohe Erscheinung gibt. Insgesamt wurden 40.000 m³ Beton verbaut und 239 Gründungspfähle gesetzt. Um den hohen Grundwasserstand zu bewältigen, wurde ein Auffangdamm errichtet. Insgesamt wurden 115.000 m³ Erde bewegt.
Die Gebäude erheben sich aus einem Platz, dem Forum, der deutlich unterhalb des Niveaus der benachbarten Straßen liegt. In das Forum führen drei Rampen für Fußgänger. Zwei der Rampen führen gerade hinab, eine ist spiralförmig angelegt. Für diese Spirale hatte der Architekt vorgesehen, dass sie ohne Stützen hängen sollte. Letztlich musste jedoch ein stützender Pfeiler gesetzt werden. Obwohl die beiden Gebäude scheinbar voneinander getrennt sind, werden sie durch Untergeschosse verbunden. 
2015 wurde der Komplex saniert. Zum 40-jährigen Jubiläum im Sommer 2022 hat Jean-François Driant das Ruder an eine neue Direktorin, Camille Barnaud, übergeben.